# Chencang
Chencang léase: Chen-Dsáng (en chino: 陈仓区; pinyin;Chéncāng) es un distrito urbano bajo la administración directa de la ciudad-prefectura de Baoji, provincia de Shaanxi, centro geográfico de la República Popular China.  Su área total es de 2512 km² y su población proyectada para 2018 llegó a 604 000 habitantes.

## Administración
Desde 2018 el distrito Chengcang se dividen en 9 pueblos  , que se administran en 3 subdistritos y 15 poblados.

## Geografía
El distrito de Chengcang yace en las montañas Qin , la llanura de Guanzhong/Wei (llanura aluvial formada por el río Weihe y sus afluentes) y la zona de transición de la meseta de Loes . La zona urbana con forma de fila india se ubica al este del distrito con una altitud promedio de 550 m s. n. m. en las riberas del río Wei .
El distrito se extiende aproximadamente 119.49 kilómetros de este a oeste y 67.78 kilómetros de ancho de norte a sur, ocupando un área total 2057 kilómetros cuadrados. Está a 22 kilómetros del centro de la ciudad de Baoji , a 147 kilómetros de Xi'an , la capital provincial y a 190 km de Tianshui .
La topografía del distrito es 80,2% montaña y 19,8% llanura. Las montañas alcanzan una elevación máxima de 2706 metros y una altura mínima de 1200 metros, la elevación de la llanura va desde 600 metros hasta la mínima de 507 metros.

## Clima
El distrito de Chencang está ubicado en la zona del interior del noroeste de China con un clima semihúmedo y semiárido en la zona templada cálida y monzón continental en latitudes medias. Debido a la compleja estructura de la superficie y la gran diferencia de altitud, las diferencias climáticas son grandes. El invierno se ve afectado por la masa de aire polar continental. Al norte el aire es seco, la temperatura es baja y con frecuencia hay heladas y olas de frío. El verano, se ve afectado por la masa de aire tropical del océano. De marzo a mayo, la temperatura aumenta más rápidamente, la precipitación es poca y las sequías son frecuentes. La lluvia se hace presente en más cantidad en el otoño. La temperatura media anual es de 12.8 °C, la temperatura promedio en enero es de 0.2 °C, la temperatura mínima extrema es de -18.4 °C (28 de diciembre de 1991); la temperatura promedio en julio es de 25.3 °C y la temperatura máxima extrema es de 41.7 °C (17 de junio de 2006). El período libre de heladas tiene un promedio de 224 días por año. El promedio anual de horas de sol es de 1913.9 horas. La precipitación promedio anual es de 647.1 mm, y el promedio anual de días de lluvia es de 100 días en promedio.
| Parámetros climáticos promedio de Chengcang (1971−2000) | Parámetros climáticos promedio de Chengcang (1971−2000) | Parámetros climáticos promedio de Chengcang (1971−2000) | Parámetros climáticos promedio de Chengcang (1971−2000) | Parámetros climáticos promedio de Chengcang (1971−2000) | Parámetros climáticos promedio de Chengcang (1971−2000) | Parámetros climáticos promedio de Chengcang (1971−2000) | Parámetros climáticos promedio de Chengcang (1971−2000) | Parámetros climáticos promedio de Chengcang (1971−2000) | Parámetros climáticos promedio de Chengcang (1971−2000) | Parámetros climáticos promedio de Chengcang (1971−2000) | Parámetros climáticos promedio de Chengcang (1971−2000) | Parámetros climáticos promedio de Chengcang (1971−2000) | Parámetros climáticos promedio de Chengcang (1971−2000) |
| Mes                                                     | Ene.                                                    | Feb.                                                    | Mar.                                                    | Abr.                                                    | May.                                                    | Jun.                                                    | Jul.                                                    | Ago.                                                    | Sep.                                                    | Oct.                                                    | Nov.                                                    | Dic.                                                    | Anual                                                   |
| ------------------------------------------------------- | ------------------------------------------------------- | ------------------------------------------------------- | ------------------------------------------------------- | ------------------------------------------------------- | ------------------------------------------------------- | ------------------------------------------------------- | ------------------------------------------------------- | ------------------------------------------------------- | ------------------------------------------------------- | ------------------------------------------------------- | ------------------------------------------------------- | ------------------------------------------------------- | ------------------------------------------------------- |
| Temp. máx. abs. (°C)                                    | 20.7                                                    | 25.5                                                    | 28.0                                                    | 36.2                                                    | 37.8                                                    | 40.2                                                    | 40.9                                                    | 41.6                                                    | 40.0                                                    | 33.0                                                    | 25.8                                                    | 23.2                                                    | '                                                       |
| Temp. máx. media (°C)                                   | 5.1                                                     | 7.8                                                     | 12.8                                                    | 20.1                                                    | 25.2                                                    | 29.7                                                    | 30.9                                                    | 29.4                                                    | 23.7                                                    | 18.4                                                    | 12.0                                                    | 6.7                                                     | 18.5                                                    |
| Temp. media (°C)                                        | 0.1                                                     | 2.7                                                     | 7.7                                                     | 14.2                                                    | 19.2                                                    | 23.6                                                    | 25.4                                                    | 24.3                                                    | 18.9                                                    | 13.3                                                    | 6.8                                                     | 1.5                                                     | 13.1                                                    |
| Temp. mín. media (°C)                                   | −3.5                                                    | −0.9                                                    | 3.5                                                     | 9.3                                                     | 13.9                                                    | 18.2                                                    | 21.1                                                    | 20.2                                                    | 15.3                                                    | 9.6                                                     | 3.1                                                     | −2.2                                                    | 9.0                                                     |
| Temp. mín. abs. (°C)                                    | −13.9                                                   | −11.4                                                   | −5.3                                                    | −1.7                                                    | 4.8                                                     | 10.0                                                    | 12.9                                                    | 13.2                                                    | 6.0                                                     | −2.0                                                    | −8.0                                                    | −16.1                                                   | '                                                       |
| Precipitación total (mm)                                | 6.4                                                     | 10.6                                                    | 24.6                                                    | 52.4                                                    | 62.8                                                    | 76.2                                                    | 111.1                                                   | 114.6                                                   | 109.6                                                   | 63.7                                                    | 19.6                                                    | 4.7                                                     | 656.3                                                   |
| Días de precipitaciones (≥ 0.1 mm)                      | 4.1                                                     | 5.4                                                     | 8.0                                                     | 8.7                                                     | 9.9                                                     | 10.8                                                    | 11.4                                                    | 11.0                                                    | 12.6                                                    | 10.3                                                    | 5.4                                                     | 3.4                                                     | 101                                                     |
| Fuente: Weather China                                   |                                                         |                                                         |                                                         |                                                         |                                                         |                                                         |                                                         |                                                         |                                                         |                                                         |                                                         |                                                         |                                                         |

## Hidrología
Los ríos en el distrito de Chencang pertenecen al sistema del río Weihe en la cuenca del río Amarillo. Hay 37 tributarios principales, 21 tributarios secundarios, 13 tributarios terceros. Cada tributario tiene una red en forma de plumas asimétricas en ambas orillas.